# Яхонтов, Сергей Евгеньевич
Серге́й Евге́ньевич Я́хонтов (13 декабря 1926, Ленинград — 28 января 2018, Санкт-Петербург) — российский учёный-лингвист, глава ленинградской (петербургской) школы сино-тибетского языкознания. Сын астронома Н. С. Самойловой-Яхонтовой, отец востоковеда Н. С. Яхонтовой.
Специалист по китайскому, сравнительно-историческому и общему языкознанию, лингвистической типологии и теории грамматики.

## Биография
В 1950 году окончил Восточный факультет ЛГУ. Ученик А. А. Драгунова, развивший многие его идеи. 
В 1962—1963 годах стажировался в Пекинском, в 1971—1972 годах — в Наньянском университете (Сингапур). Преподавал на Восточном факультете СПбГУ.
Похоронен на Богословском кладбище Санкт-Петербурга.

## Научные достижения
С. Е. Яхонтов по сути дела создал петербургскую школу сино-тибетского языкознания, которую представляют И. Т. Зограф, И. С. Гуревич, К. Б. Кепинг.
Кандидатская диссертация Сергея Евгеньевича «Категория глагола в китайском языке», защищенная в 1954 году, была посвящена важнейшей проблеме китайской грамматики XX в. — принципам выделения частей речи. Его работы исчисляются десятками, многие из них переведены на английский, китайский и японский языки.
С. Е. Яхонтов внёс значительный вклад в общую теорию грамматики и лингвистическую типологию. Он — активный участник ряда коллективных проектов петербургской типологической школы. Характерной чертой грамматической концепции С. Е. Яхонтова является пристальное внимание к материалу нефлективных (изолирующих и агглютинативных) языков как к базе, без учёта которой принципиально невозможно построить универсальные определения основных грамматических терминов: слова, морфемы, частей речи, служебных и знаменательных слов, грамматической категории, падежа, залога, диатезы, результатива и т.п.
К 90-летию С. Е. Яхонтова в Санкт-Петербурге выпущен сборник. Он включает избранные статьи из научного наследия юбиляра, которые  разбросаны по большей части малотиражным изданиям, практически недоступным современным читателям, а также работы коллег, последователей и учеников С. Е. Яхонтова.

## Монографии
- Яхонтов С. Е. Категория глагола в китайском языке. Л., ЛГУ, 1957. 187 с. Китайский перевод: 雅洪托夫 С. Е. 汉语动词范畴. 北京 : 中华书局. 1958. 188页. (中国语文丛书).
- Яхонтов С. Е. Древнекитайский язык. М.: Наука, 1965. 116 с. (АН СССР. Институт народов Азии. Языки народов Азии и Африки).
- 谢•叶•雅洪托夫 (С. Е. Яхонтов). 汉语史论集 (Работы по истории китайского языка). 北京 (Пекин): 北京大学出版社 (Издательство Пекинского университета), 1986. 224 页.

## Избранные статьи
- С. Е. Яхонтов. Члены предложения в китайском языке // Ученые записки ЛГУ. № 236. Серия востоковедческих наук, выпуск 6, 1958. С.158—183.
- С. Е. Яхонтов. Сочетания согласных в древнекитайском языке // Труды XXV Международного конгресса востоковедов. Т. 5. М., 1961. С. 89—95.
- С. Е. Яхонтов. Классификация диалектов китайского языка // Исследования по филологии стран Азии и Африки. Л., 1966. С. 121—128. Английский перевод: The Countries and the Peoples of the East, Moscow, 1974. P. 317—328.
- С. Е. Яхонтов. Фонетика китайского языка I тысячелетия до н. э. (лабиализованные гласные)// Проблемы востоковедения. М., 1960. С. 113—124.
- С. Е. Яхонтов. Письменный и разговорный язык в VII—XIII вв. н. э. // Жанры и стили литератур Китая и Кореи. М., 1969.
- С. Е. Яхонтов. Грамматика древнекитайских стихов // Теоретические проблемы изучения литератур Дальнего Востока. М.: Наука, ГРВЛ, 1974. С. 66—75.
- С. Е. Яхонтов. История языкознания в Китае (I тысячелетие до н. э. — I тысячелетие н. э.) // История лингвистических учений. Древний мир. Л.: Наука, 1980. С. 92—109.
- С. Е. Яхонтов. История языкознания в Китае (XI—XIX вв.) // История лингвистических учений. Средневековый восток. Л.: Наука, 1981, С. 224—247.
- С. Е. Яхонтов. Современное состояние вопроса о генетических связях языков Юго-Восточной Азии // Генетические, ареальные и типологические связи языков Азии. М., 1983.
- С. Е. Яхонтов. Лексическое и грамматическое словообразование // Проблемы типологии и общей лингвистики. СПб., 2006.
- Яхонтов С. Е. Древнейшие упоминания названия «киргиз» // Советская этнография. — 1970. — № 2. — С. 110—120.